# FK Širvėna
Futbolo klubas Širvėna er en litauisk fodboldklub fra Biržai.
Holdets farver er sort og hvid. Klubben har hjemmebane på Biržų central stadion (kapacitet 1.000).

## Historie
Klubben blev stiftet i 1948. Under den sovjetiske besættelse i Litauen var klubben i andeten divisionen.
For nylig (2013–2018) spillet i Antra lyga.
2019. situationen er ukendt.

### Historiske navne
Širvėna er en sø nær byen Biržai.
- 1948 – Žalgiris
- 1954 – Siūlas
- 1955 – Kooperatininkas
- 1957 – MTS
- 1959 – MMS
- 1960 – Siūlas
- 1963 – Vairas
- 1965 – Širvėna
- 1968 – Siūlas
- 1972 – Statybininkas
- 1975 – Nemunas
- 1977 – Medis
- 1979 – Statybininkas
- 1980 – Medis
- 1987 – Rovėja
- 1991 – Širvėna
- 2003 – Rinkuškiai
- 2013 – Širvėna

## Titler

### Nationalt
- Pirma lyga (D2)
  - Andenplads (5): 1953, 1954, 1955, 1956, 1957.

- Antra lyga (D3)
  - Vindere (1): 2015.
  - Andenplads (2): 2001 og 2017.

## Historiske slutplaceringer

### 1953 – 1957
| Sæson | Niveau | Liga    | Placering | Info |
| ----- | ------ | ------- | --------- | ---- |
| 1953  | 2.     | B klasė | 2.        |      |
| 1954  | 2.     | B klasė | 2.        |      |
| 1955  | 2.     | B klasė | 2.        |      |
| 1956  | 2.     | B klasė | 2.        |      |
| 1957  | 2.     | B klasė | 2.        |      |

### 2013 – 2021
| Sæson | Niveau | Liga                     | Placering | Kilde(r) |
| ----- | ------ | ------------------------ | --------- | -------- |
| 2013  | 3.     | Antra lyga (Vakarų zona) | 3.        | [ 1 ]    |
| 2014  | 3.     | Antra lyga (Vakarų zona) | 6.        | [ 2 ]    |
| 2015  | 3.     | Antra lyga (Vakarų zona) | 1.        | [ 3 ]    |
| 2016  | 3.     | Antra lyga (Vakarų zona) | 7.        | [ 4 ]    |
| 2017  | 3.     | Antra lyga (Vakarų zona) | 2.        | [ 5 ]    |
| 2018  | 3.     | Antra lyga (Vakarų zona) | 8.        | [ 6 ]    |
| 2019  | –      | –                        | –         |          |
| 2020  | –      | –                        | –         |          |
| 2021  | 4.     | Trečia lyga (Panevėžys)  | 4.        | [ 7 ]    |

## Klub farver
Sort (1991-2002; og 2018)
| ŠIRVĖNA | ŠIRVĖNA |

## Bane farver
Hjemmebane
| 1991–199? | 199?–2002 | 2003–2012 | 2013–2014 | 2015–2017 | 2018 | Målmand |

## Nuværende trup
Pr. 6. august 2019. 
| 1  | Litauen | MM | Armandas Indrašius  |  |  |  |  |  |
|    |         |    |                     |  |  |  |  |  |
| 12 | Litauen | FO | Deividas Kuodis     |  |  |  |  |  |
| 20 | Litauen | FO | Simonas Laužikas    |  |  |  |  |  |
| 21 | Litauen | FO | Laurynas Šatas      |  |  |  |  |  |
| 23 | Litauen | FO | Tomas Sirevičius    |  |  |  |  |  |
|    |         |    |                     |  |  |  |  |  |
| 2  | Litauen | MI | Donatas Paulauskas  |  |  |  |  |  |
| 5  | Litauen | MI | Ignas Peikštenis    |  |  |  |  |  |
| 10 | Litauen | MI | Tautvydas Švelna    |  |  |  |  |  |
| 17 | Litauen | MI | Gailius Lansbergas  |  |  |  |  |  |
| 22 | Litauen | MI | Vaidas Kavaliauskas |  |  |  |  |  |
|    |         |    |                     |  |  |  |  |  |
| 18 | Litauen | AN | Ignas Kurklietis    |  |  |  |  |  |
| 11 | Litauen | AN | Marius Ligeika      |  |  |  |  |  |
|    |         |    |                     |  |  |  |  |  |

## Trænere
- Vytautas Stanulevičius (?)
- Mantas Pomeckis (????–2018.)